# マンチェスター (イギリス軽巡洋艦)
|          | |
| 艦歴     | |
| 発注     | |
| 起工     | 1936年3月28日 |
| 進水     | 1937年4月12日 |
| 就役     | 1938年8月4日 |
| 退役     | |
| その後   | 1942年8月13日に戦没 |
| 除籍     | |
| 性能諸元 | |
| 排水量   | 基準 9,400トン、満載 11,930トン |
| 全長     | 591.6 ft (180 m) |
| 全幅     | 64.9 ft (20 m) |
| 吃水     | 20.6 ft (6 m) |
| 機関     | 海軍式三胴型重油専焼缶4基＋パーソンズ式オール・ギヤードタービン4基4軸推進                                                                                              |
| 最大速力 | 32ノット(59 km/h) |
| 乗員     | 750名 |
| 兵装     | Mk XXIII 15.2cm（50口径)三連装砲4基 Mk XVII 10,2cm（45口径）高角砲連装4基 3ポンド砲単装2基 2ポンド4連装ポムポム砲2基 12.7mm四連装機銃2基 53.3cm水上魚雷発射管三連装2基 |
| 装甲     | 舷側：114mm(VP部、水線部のみ) 甲板：38mm(VP部のみ) 弾火薬庫：25～114mm 主砲塔：102mm(前盾)、51mm(側盾)、-mm(後盾)、-mm(天蓋)                                           |
| 航空兵装 | 水上機3基、カタパルト1基 |

マンチェスター (HMS Manchester, C15) はイギリス海軍のタウン級軽巡洋艦（グロスター級軽巡洋艦）。

## 艦歴
ホーソン・レスリー社ヘバーン造船所で1936年3月28日起工、1937年4月12日に進水し、1938年8月4日に就役した。
9月24日にイギリスを離れ、スエズ運河経由で10月12日にアデンに到着して東インド艦隊に加わった。それからトリンコマリーへ移り、インド各地やシンガポール、アンダマン・ニコバル諸島およびアフリカ東岸各地を訪れた。第二次世界大戦勃発時はアデンにあり、開戦後は船団護衛に従事。1939年11月にイギリスに戻った。
1940年、「マンチェスター」はノルウェー作戦に参加。同年11月27日、スパルティヴェント岬沖海戦に参加した。1941年-1942年は北極海や地中海でソ連行きやマルタ行きの船団の護衛などに従事していた。
1941年7月後半、西からマルタへ船団を送るサブスタンス作戦に参加。7月12日、「マンチェスター」は戦艦「ネルソン」、軽巡洋艦「アリシューザ」、敷設巡洋艦「マンクスマン」などと共に船団を護衛してイギリス本国より出発。船団は7月20日から21日夜に地中海に入り、「マンチェスター」などはいったんジブラルタルに入港して兵員や装備などをのせた。「マンチェスター」は人員761名や装備、弾薬などをのせていた。また、ジブラルタルからはH部隊の空母「アーク・ロイヤル」や巡洋戦艦「レナウン」なども出撃した。7月23日、サルデーニャ島より来襲したイタリア軍のサヴォイア・マルケッティ SM.79雷撃機のうち3機が接近して雷撃に成功し、「マンチェスター」と駆逐艦「フィアレス」が被雷した。「マンチェスター」では魚雷は左舷側の艦尾付近に命中し、12度傾斜。使用可能なのは1軸のみとなり出せる速度は8ノットまでとなったが、その後12ノットまで出せるようになった。「マンチェスター」はジブラルタルへの帰投が命じられ、駆逐艦「エイヴォン・ヴェイル」が護衛につけられた。同日、2隻はSM.79雷撃機3機の攻撃を受けたが損害は無かった。「マンチェスター」は7月26日にジブラルタルに到着した。「マンチェスター」での人的被害は死亡35名、行方不明3名、負傷6名であった。
1942年8月、「マンチェスター」はペデスタル作戦に参加した。この作戦はマルタへの補給作戦であった。この作戦中の8月13日、「マンチェスター」はチュニジア沖でイタリアの魚雷艇（MS）の攻撃を受け沈没した。